# Мухаммад Абул-Касим аз-Зваи
Мухаммад Абул-Касим аз-Зваи (14 мая 1952) — Генеральный секретарь Высшего народного конгресса. Формальный глава государства Ливии.
В 1969 году аз-Зваи был одним из «Свободных офицеров», вместе с Муаммаром Каддафи организовавших военный переворот в Ливии. В дальнейшем являлся послом Ливии в Лондоне и министром юстиции Ливии.